# SoFaygo
SoFaygo, de son vrai nom Andre Dontrel Burt, Jr., né le 3 octobre 2001 à Grand Rapids dans l'État du Michigan, est un rappeur et chanteur américain.

## Biographie

### Jeunesse
Andre Dontrel Burt, Jr. naît à Grand Rapids d'un père pasteur et d'une mère évangéliste. Il y passe les deux premières années de sa vie, avant d'emménager dans le comté de Cobb au nord d'Atlanta, en Géorgie, où il grandit avec ses parents et ses deux frères cadets, Alijah et Alandre.
Alors élève en 4th grade (équivalent du CM1 en France), et membre de la chorale de son école, il enregistre sa première chanson dans un studio d'enregistrement installé dans le sous-sol de chez sa grand-mère. À l'âge de 14 ans, il publie une chanson intitulée Ball Like Curry sur YouTube.
Après avoir obtenu son diplôme d'études secondaires, il ne poursuit pas ses études et se concentre sur sa carrière musicale.

### Carrière
Il sort ses premiers projets We Are Aliens et Goonland sur la plateforme SoundCloud en 2017, sous le nom de Trvllinese.
En 2018 et 2019, SoFaygo gagne en notoriété sur SoundCloud et l'application Triller (en). Avec cette popularité croissante, il entre en collaboration avec le collectif de producteurs Internet Money (en). En juin 2019, il sort la mixtape War, entièrement produite par Lil Tecca. Le 4 août 2019, SoFaygo sort le single Knock Knock. Produit par Lil Tecca, le titre rencontre un succès à retardement, devenant viral sur le réseau social TikTok en 2021 et amassant 50 millions de vues en 1 an sur YouTube. En décembre 2023, Knock Knock est certifié single de platine.
En février 2021, SoFaygo signe sur le label musical du rappeur Travis Scott, Cactus Jack Records (en).
En juin 2022, le rappeur est nommé dans la XXL Freshman Class 2022. Le même mois, il sort l'EP 5 titres B4Pink.
Le 11 novembre 2022, SoFaygo dévoile son premier album studio, Pink Heartz. L'album est un échec commercial, se vendant à moins de 7 000 exemplaires durant sa première semaine d'exploitation et n'atteignant ainsi pas le Top 200 des ventes d'album aux États-Unis.